# Mellanlummer
Mellanlummer (Lycopodium zeilleri) är en lummerväxtart som först beskrevs av Georges Rouy, och fick sitt nu gällande namn av J. Holub. Diphasiastrum zeilleri ingår i släktet Diphasiastrum och familjen lummerväxter. Inga underarter finns listade i Catalogue of Life.
Mellanlummer är en hybrid mellan plattlummer och cypresslummer.